# Maria Wittek
Maria Wittek, también conocida por los nombres de guerra: Mira o Pani Maria, (16 de agosto de 1899–19 de abril de 1997) fue la primera mujer polaca en alcanzar el grado de Brigadier general en 1991, al cual la promovieron cuando ya estaba retirada. Sirvió en el Ejército Polaco y organizaciones relacionadas desde los 18 años de edad.

## Primeros años de servicio
Maria Wittek nació el 16 de agosto de 1899, Trębki, un pueblo cercano a Gostynin en Mazovia, en la parte rusa de Polonia. Su padre, el carpintero Stanisław Wittek, era miembro del Partido Socialista Polaco y se trasladó con su familia a Ucrania en 1915, para evitar ser arrestado por las autoridades rusas. Maria se encontraba entonces en la escuela secundaria y se unió a los scouts en Kiev. Pronto se convirtió en la primera estudiante mujer en el departamento de matemáticas de la Universidad de Kiev. Al mismo tiempo se unió a la clandestina Polska Organizacja Wojskowa (Organización Militar Polaca) y realizó el entrenamiento como Suboficial. En 1919 se unió al grupo armado polaco que combatía a los bolcheviques en Ucrania. En 1920, como miembro de las mujeres voluntarias, combatió en la batalla de Lwów (actualmente Lviv) y recibió la más alta condecoración militar (Virtuti Militari) por primera vez.

## Entre guerras
De 1928 a 1934 fue la comandante de la Przysposobienie Wojskowe Kobiet, una organización de entrenamiento militar para mujeres. En 1935 fue designada como jefa de las divisiones femeninas en el Instituto de Educación Física y Entrenamiento Militar en Bielany, cerca de Varsovia.

## En la Segunda Guerra Mundial
Durante la invasión alemana de Polonia de 1939 fue la comandante de los Batallones Femeninos de Asistencia Militar. En octubre de 1939 se unió a la organización militar clandestina Związek Walki Zbrojnej que se convirtió más tarde en la Armia Krajowa. Fue la líder de los Servicios Femeninos del Ejército en el equipo del general Grot-Rowecki y más tarde el general Bor-Komorowski. Combatió en el Alzamiento de Varsovia y fue promovida a Teniente Coronel. Luego de la rendición, evitó ser capturada por los alemanes y huyó de las ruinas de Varsovia junto con los civiles. Mantuvo su cargo en la Armia Krajowa hasta su disolución en enero de 1945.

## Luego de la guerra
Cuando el gobierno comunista de Polonia reabrió el Instituto de Educación Física y Entrenamiento Militar, regresó a su viejo puesto como jefa de la división femenina. De todas maneras, en 1949 fue arrestada por las autoridades y pasó varios meses en prisión. Luego de su liberación trabajó en un puesto de venta de periódicos. Trabajó en el establecimiento de una "Comisión para la Historia de la Mujer". Luego del colapso comunista en Polonia, el presidente Lech Wałęsa la designó Brigadier General el 2 de mayo de 1991. Fue la primera mujer en Polonia en alcanzar el grado de general
El 19 de abril de 2007, en el décimo aniversario de su muerte, se inauguró una estatua de bronce de tamaño natural en el Museo Militar de Polonia en Varsovia.

## Reconocimientos y condecoraciones
- Cruz de Plata de la Orden Virtuti Militari, - dos veces
- Cruz y Medalla Independencia, (Krzyż Niepodległości)
- Cruz del Valor (Krzyż Walecznych)
- Cruz del Alzamiento de Varsovia (Warszawski Krzyż Powstańczy)